# Nevo pigmentado
O Nevo pigmentado não é verdadeira neoplasia, mas sim uma anomalia de desenvolvimento. Apesar de sua grande freqüência na pele (quase todas as pessoas possuem um ou vários nevos cutâneos), é raro na mucosa bucal. Podem existir ao nascer, mas,, geralmente, aparentemente durante a infância. Algumas variedades possuem evidente potencial de transformação maligna. São classificados em três grupos:
- intradérmico
- juncional, e
- composto

O achado básico do intradérmico é a célula névica de origem incerta. No juncional, há presença de proliferação de melanócitos na região de união entre a derme e epiderme e, na forma composta, essas células estão presentes na área basal do epitélio e na derme. O nevo que demostra maior atividade juncional tem considerável tendência à degeneração maligna, tanto na criança como, principalmente, no adulto.

## Aparência clínica
Aparecem clinicamente como massa pigmentada de cor azul ou parda (casos já foram descritos sem pigmentação), lisa, plana, ou ligeiramente elevada, bem delimitada e sólida. Seu tamanho é quase sempre, de apenas alguns milímetros, mas, ocasionalmente, atinge vários centímetros, diferenciando-se do hemangioma por serem mais sólidos e por não perderem a coloração quando aplicada pressão sobre a lesão; nem despender sangue sob punção.

## Tratamento
O tratamento recomendado tem sido, sistematicamente, a remoção cirúrgica.